# Epipremnum silvaticum
Epipremnum silvaticum är en kallaväxtart som beskrevs av Cornelis Rugier Willem Karel van Alderwerelt van Rosenburgh. Epipremnum silvaticum ingår i släktet Epipremnum och familjen kallaväxter.
Artens utbredningsområde är Sumatera. Inga underarter finns listade.